# Rhimphoctona alaskensis
Rhimphoctona alaskensis är en stekelart som först beskrevs av William Harris Ashmead 1902.  Rhimphoctona alaskensis ingår i släktet Rhimphoctona och familjen brokparasitsteklar. Inga underarter finns listade i Catalogue of Life.